# Erasmus Rotterdamský
Erasmus Desiderius Rotterdamský, vlastním jménem Gerrit Gerritszoon, (27. října 1466 Rotterdam – 12. července 1536 Basilej) byl holandský učenec a myslitel, augustiniánský řeholní kanovník, teolog,  filolog, spisovatel a překladatel.  Patřil mezi nejvýznamnější a nejvlivnější představitele evropského humanismu.
Je považován za předchůdce reformace, ačkoli sám se stavěl kriticky k některým  jejím projevům. V náboženských sporech první poloviny 16. století byl přívržencem náboženské tolerance.
Jako kritický myslitel své doby je Erasmus, který je také znám jako "kníže humanistů", jedním z průkopníků evropského osvícenství. Je autorem a editorem 444 knih a spisů, z nichž nejznámější je satirický spis Chvála bláznivosti. Stal se duchovní autoritou své doby a jeho spisy byly šířeny po celé Evropě.  Měl však také mnoho odpůrců. Dodnes se hodnotí rozdílně Erasmův vztah k víře, katolické církvi, pokusy o zprostředkování smíru mezi náboženskými proudy i jeho reformační aktivity.

## Život

### Původ a mládí (1466–1495)
Holandský filolog a filozof Erasmus se narodil v Rotterdamu 27. října v letech 1466 až 1469 jako nemanželský syn katolického kněze z Goudy Rotgera Gerarda a jeho hospodyně, ovdovělé dcery lékaře   Margarethy Rogeriusové. Údaje o datu a místu jeho narození  se rozcházejí, což zřejmě souvisí právě s jeho nemanželským původem. (Novější výzkumy ukazují, že se mohl narodit též v Goudě jako Geert Geertsen.)

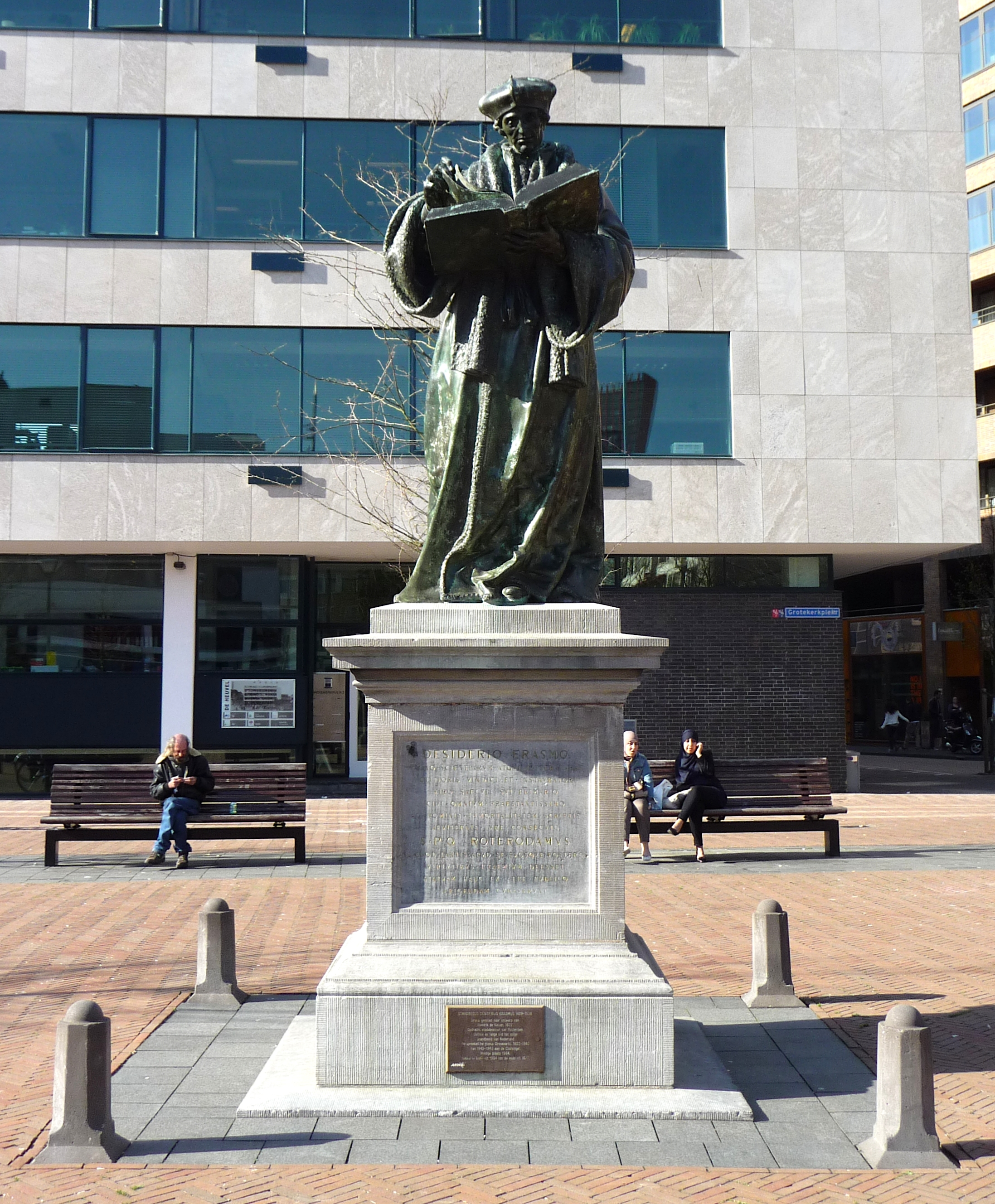
Socha Erasma Rotterdamského v Rotterdamu

Jeho otec mu dal jméno Erasmus, protože byl ctitelem svatého Erasma z  Antiochie, kterého námořníci vzývali v případě nouze na moři. Sám Erasmus později přidal svůj přídomek Desiderius (Vytoužený) a používal jej od roku 1496. Měl bratra Pietera, který byl o tři roky starší a vyrůstal s ním. Většina údajů o jeho původu a mládí vychází z jeho korespondence, mnohdy jsou nejednoznačné a subjektivně zkreslené. 
O jeho vzdělání se zpočátku staral strýc a poručník, učitel na farní škole v Goudě. V letech 1478 až 1485 navštěvoval  společně s bratrem latinskou školu v Deventeru, kde  se setkal s Rudolfem Agricolou, kterého považoval po celý život za vzor a inspiraci,  a který v něm vzbudil zájem o literaturu klasické antiky. Nedlouho po sobě mu zemřeli oba  rodiče a Erasmus roku 1487 vstoupil do augustiniánského kláštera ve Steynu nedaleko Goudy. Věnoval se studiu klasických jazyků, literatury, filozofie, teologie, seznámil se s díly antické a renesanční kultury. V tomto období započala i jeho literární dráha. V dubnu 1492 byl vysvěcen na kněze a  o rok později klášter opustil. Perfektní znalost latiny ho přivedla do služeb biskupa Henriho de Bergen z Cambrai. Jako kněz procestoval celou Evropu a stal se slavným učencem.

### Cesty po Evropě (1495–1515)
V letech 1495 až 1499 studoval teologii na Sorbonně v Paříži. Jeho cílem bylo získat doktorát a stát se profesorem na teologické fakultě, to mu však kvůli nemanželskému původu nebylo umožněno. Od listopadu 1498 byl vychovatelem Williama Blounta, pozdějšího lorda Montjoye  a žil v jeho bytě v Paříži. V létě 1499 odjel se svým žákem do Anglie, kde se seznámil s učenci a humanisty Thomasem Morem, Johnem Fisherem,  Johnem Coletem, Williamem Grocynem  a Richardem Charmockem.  Po návratu vyšla v roce 1500 jeho  první  kniha Adagia (Adagiorum collectanea), sbírka moudrých výroků slavných  osobností starověku.   Díky této knize se  stal známým  v humanistických kruzích po celé Evropě. Z obavy před morem odešel z Paříže a několik let strávil na cestách. Zdokonaloval dovednosti, které potřeboval pro studium Bible, teologie a církve, soustředil se na překládání řeckých textů. Roku 1503 uveřejnil v Antverpách první vydání své Rukověti křesťanského rytíře obsahující rady a poučení pro mravný a zbožný  život. Kniha byla vydána tiskem v řadě zemí. V roce 1506 mu byl v Turíně udělen doktorát z teologie a následující dva roky navštívil několik italských měst.  K vydání připravil díla římských autorů Publia Terentia Afera, Plauta a Seneky.  V Římě si vymohl od papeže osvobození od povinnosti nosit kněžský šat. 
Roku 1509 přijel znovu do Anglie, kde další čtyři roky učil řečtinu a vedl teologické kurzy  na univerzitě v Cambridgi. Postupně uveřejnil spisy o výuce, gramatická díla, překlady antické literatury. Nejdůležitějším dílem tohoto období je satirická skladba Chvála bláznivosti (Moriae encomium), věnovaná Thomasi Morovi.  Erasmus v něm zdůraznil problém společenské obrody, nastolil otázky o hranicích lidského poznání, vzájemné toleranci, trvalém míru atd..  Po návratu z Anglie Erasmus odmítl vrátit se do kláštera ve Steynu a  cestoval po Evropě. Navštívil Antverpy, Bergen, Lutych, Mohuč, Štrasburk. Pracoval  na burgundském dvoře v Lovani, mimo jiné jako vychovatel (poradce) prince Karla, pozdějšího císaře Karla V. Jemu byl určen spis  Institutio principis christiani (O výchově křesťanského vladaře).  Obdržel pevný plat, což ho  zbavilo  materiálních starostí a dalo mu příležitost plně se věnovat vášni pro vědu.

### Basilej (1515–1528)

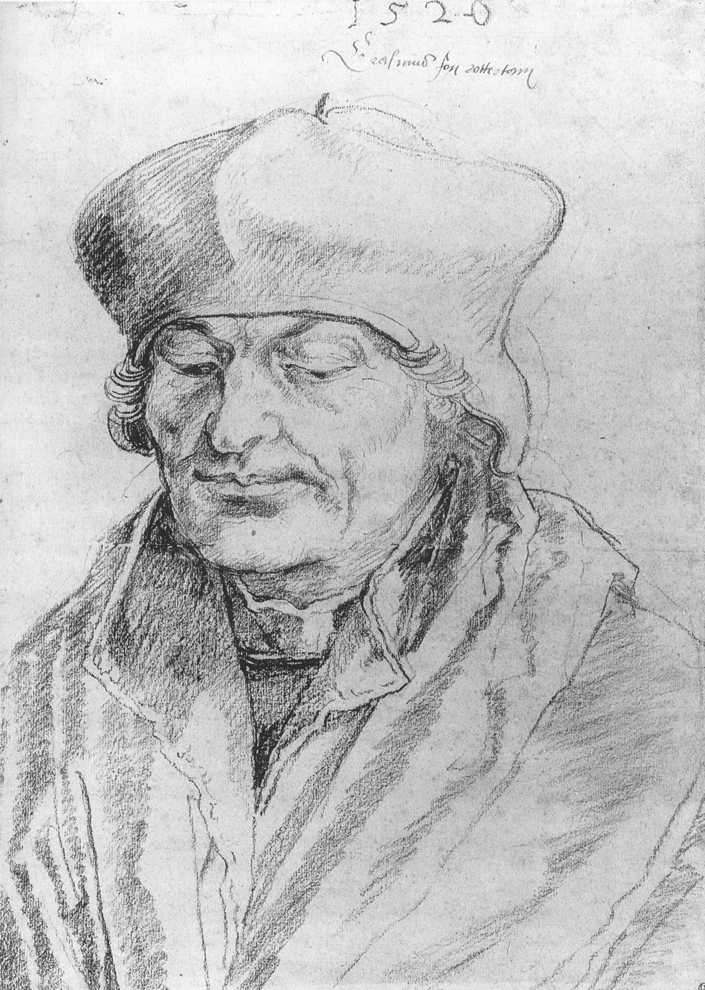
Erasmus Rotterdamský na kresbě od Albrechta Dürera (cca 1520)

V letech 1515 až 1528 žil a pracoval převážně v Basileji, kde našel budoucího přítele, tiskaře a vydavatele Johanna Frobena, který se specializoval na humanistická díla a postupně se stal výhradním tiskařem Erasma Rotterdamského. Ten v roce 1516 vydal kompletní spisy církevního otce Jeronýma v devíti obrovských svazcích, ale především Nový zákon v původním řeckém jazyce, který věnoval papeži Lvu X.  V předmluvě vyložil svůj křesťanský životní  postoj, myšlenky o reformě církve a teologie v duchu Písma. Jeho přáním bylo odstranit zlořády, ale nedotknout se podstaty křesťanské víry.   Erasmus se po vydání  Nového zákona  stal  představitelem biblického humanismu.  S předstihem postihoval palčivé otázky doby a spojoval naléhavost reformy s evangeliem. Erasmovy praktické reformní návrhy nacházely nadšený souhlas. Papež vyhověl jeho žádosti  a v lednu 1517 mu udělil dispens od řeholních slibů a omezil na minimum právní dosah jeho nelegitimního původu.  Touto změnou společenského statutu se Erasmovi dostalo zadostiučinění v otázce, která ho od mládí trápila. Již tak známý „kníže humanistů“ stal žádanou osobností.  

#### Lovaň
Přijal nabídku teologické fakulty v Lovani, aby se stal jejím členem.  V roce 1517 zde  pomohl založit Collegium Trilingue, instituci pro studium tří posvátných jazyků (hebrejština, řečtina a latina). Zasazoval se za překlad bible do jazyků všech národů.  Své myšlenky o míru vyjádřil ve spise Querela pacis (Nářek míru) vydaném v roce 1517. V roce 1518 se objevilo první vydání Colloquia familiaria (Důvěrné rozhovory), jedné z nejpopulárnějších knih 16. století, často považované za jeho mistrovské dílo. Erasmus v něm kritizuje zlořády církve s odvahou a ostrostí. Jeho teologická koncepce pravé víry však vyvolala nesouhlas  mnoha kolegů a učenců. Bylo mu vytýkáno, že svými spisy pomohl Martinu Lutherovi prosazovat jeho reformní myšlenky a je jeho tajným přívržencem. Erasmus se  snažil zůstat neutrální ve sporu mezi konzervativci a lutherovou stranou, hledal třetí cestu mezi oběma extrémy. Poté, co odsoudil veřejné spálení Lutherových spisů, byl v roce 1520 vyloučen z řad profesorů Lovaňské  univerzity. 

#### Polemika s Lutherem

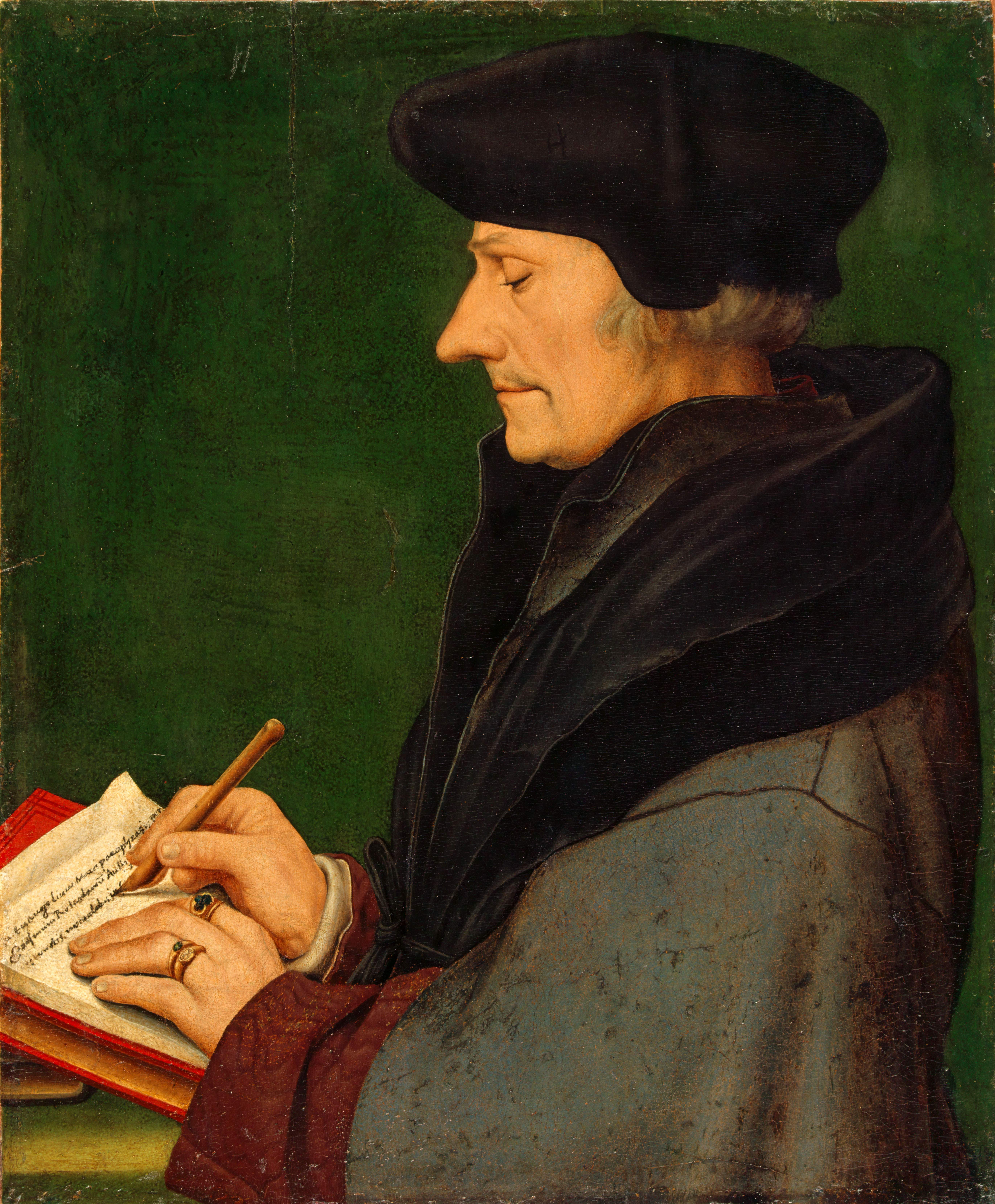
Erasmus Rotterdamský na portrétu od Hanse Holbeina mladšího (1523)

V říjnu 1521 se Erasmus vrátil do Basileje, kde se začal soustavněji věnovat Lutherovu teologickému dílu a kritizoval ho ze stanoviska biblického humanismu. Ve sbírce Epistolae at diversos (Listy různým adresátům) zveřejnil část své korespondence s výhradami k jeho učení, což vyvolalo u Luthera prudkou reakci.    V roce 1524 publikoval text Inquisitio de fide (Zkoumání víry), dialog mezi katolíkem a luteránem a v září pak De libero arbitrio (Rozprava o svobodné vůli), po nichž následovaly Lutherovy ostré odpovědi.  Polemika mezi Erasmem a Lutherem skončila roku 1526, ale obě strany setrvaly na svých stanoviscích. Erasmovo heslo znělo: „Svobodou ducha k pravé zbožnosti”. Opravdovému křesťanskému náboženství a skutečné zbožnosti nehrozí nebezpečí z vědění, ale z neznalosti a nevzdělanosti, jež člověka znevolňují, a činí ho proto netrpělivým, fanatickým a svárlivým. Ošklivilo se mu bouřlivé, fanatické a bezohledné jednání novotářů. Varoval však neúnavně také před omezeným strnulým lpěním na starých tradicích a přílišných dogmatech v katolickém táboře.  Epilogem jejich vzájemných vztahů je Lutherův dopis z roku 1534, který byl iniciován četbou Erasmova výkladu apoštolského vyznání víry a Nového zákona z roku 1527. Kritika Erasmova textu vrcholí tím, že jej Luther nazývá „satanem v lidské podobě“. Erasmus odpovídá spisem Purgatio adversus epistolam non sobriam Lutheri (Ospravedlnění proti Lutherovu nepříčetnému listu). 
Během pobytu v Basileji Erasmus vydal další významná díla, mezi nimi Obvyklé rozhovory (Colloquia familiaria, 1522), parafráze Nového zákona (1524), pracoval na souborném vydání díla Jana Zlatoústého, překládal Plútarcha, Galéna, Cicera, Ovidia, Plinia staršího a další. Napsal také několik spisů určených pro vzdělávání laické veřejnosti, jako např. příručku o skládání dopisů, o manželství, vdovství. 

### Závěr života (1528–1536)

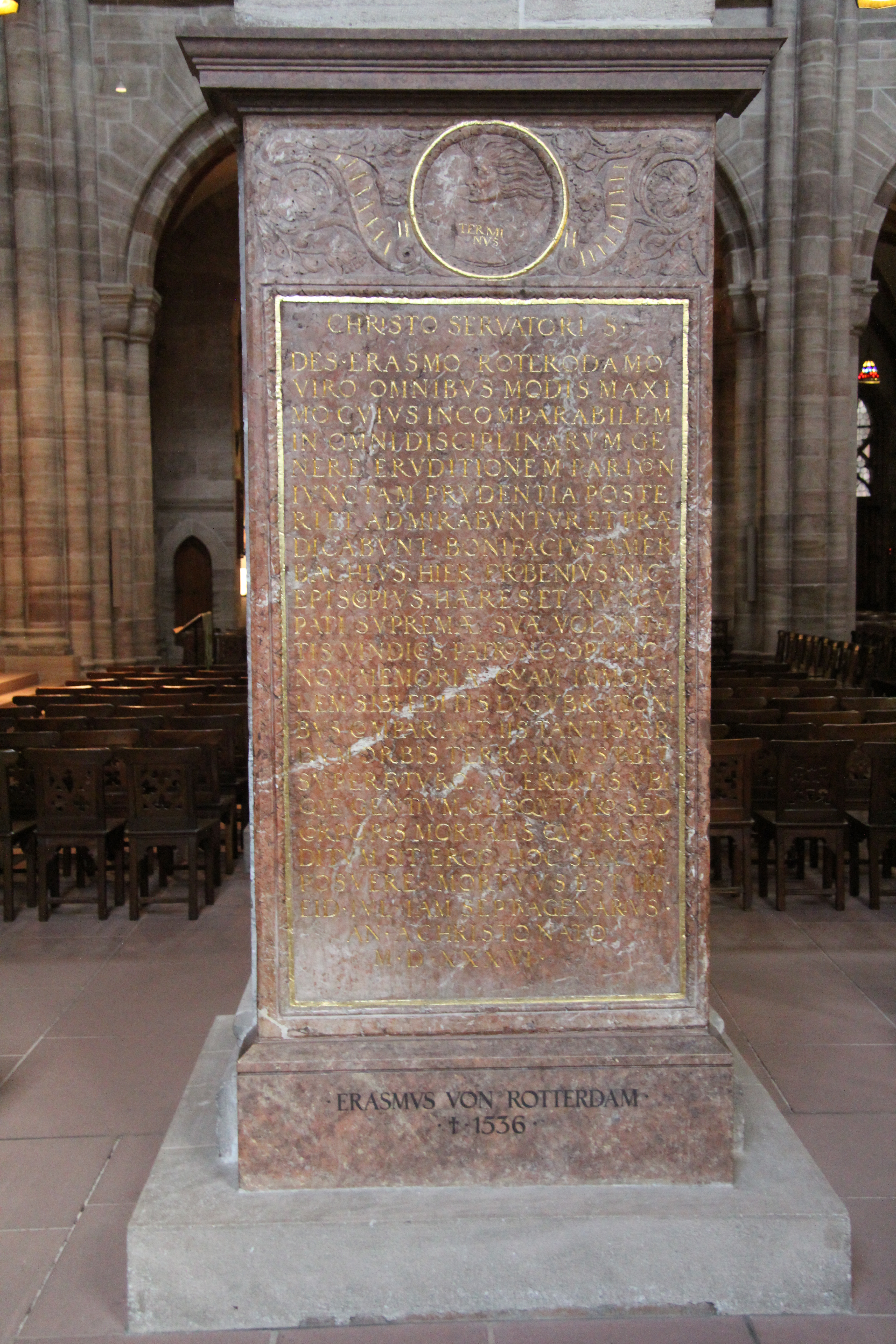
Náhrobek Erasma Rotterdamského v basilejské katedrále

Erasmus opustil Basilej v roce 1528 po smrti svého přítele Johanna Frobena a po vypuknutí nepokojů souvisejících s  násilným zaváděním reformace,  s nímž nesouhlasil a nabádal k umírněnosti. Po získání města na stranu reformace Ulricha Zwingliho odešel na protest do katolického Freiburgu, kde strávil posledních 6 let života pod ochranou svého bývalého studenta, Ferdinanda I.Habsburského. Pokračoval v psaní pedagogických spisů o výchově dětí a jeho zásady  ovlivnily i J. A. Komenského o sto let později. V prosinci 1533 dopsal  pojednání O připravování se na smrt (De praeparatione ad mortem), v němž vyslovil přesvědčení, že  poctivý a zbožný člověk by se neměl bát smrti. 
V květnu 1535 se rozhodl vrátit do Brabantska na pozvání nizozemské regentky, královny Marie Uherské. Cestou se ze zdravotních důvodů zastavil v Basileji, kde ho zastihly zprávy z Anglie o popravě Thomase Moora a Johna Fishera. Přes zhoršené zdraví stále pracoval. V roce 1535 vydal svou teologickou závěť  – Knihu o kazateli (Ecclesiastes).  Erasmus Rotterdamský zemřel 12. července 1536 v domě rodiny Johanna Frobena.  Pravděpodobnou příčinou jeho smrti byla úplavice.  Pohřben byl v basilejské katedrále.
Erasmus odkázal své jmění nadaci, kterou spravoval jeho přítel, právník a humanista   Bonifacius Amerbach. Byla určena především pro  chudé a nemocné ženy a na stipendia pro basilejské studenty. Jen mezi lety 1562 a 1585 byla stipendia udělena 1 618 studentům, žákům a vědcům. Mezi příjemci bylo mnoho zahraničních studentů z Německa, Francie, Nizozemska, Rakouska, Anglie, Itálie atd. Na jeho vizi navázala v roce 1987 Evropská unie vytvořením programu Erasmus, podporujícího mezinárodní mobilitu vysokoškolských studentů.
V Nizozemsku  se od roku 1958  každoročně uděluje Cena Erasmus osobě nebo instituci, která výjimečným způsobem přispěla k humanitním, společenským vědám nebo umění v Evropě i mimo ni.  Cenu Erasmus uděluje správní rada Nadace Praemium Erasmianum, která odvozuje svůj název od nizozemského humanistického učence Desideria Erasma.

## Dílo
Erasmus vyhlašuje nové chápání úkolů a způsobů filozofování, nazývaje svou soustavu mravnosti "filozofií Kristovou"
Erasmus mluvil a psal převážně latinsky, ale ovládal i řečtinu. Byl velmi plodným autorem. Podle dnešních znalostí napsal nebo editoval 444 knih a spisů. Kromě toho se od něj dochovalo přes 3000 dopisů. Díky svému vytříbenému způsobu vyjadřování se jeho dopisy těšily v Evropě velké pozornosti. Jeho sebrané spisy vyšly v Basileji (1538-1540) a Leidenu (1703-1706) uspořádané do devíti kategorií (ordines), které Erasmus sám stanovil pro posmrtné vydání svých sebraných spisů. Třetí vydání, Opera omnia Desiderii Erasmi Roterodami (Amsterdam, 1969–), je prvním kritickým vydáním děl. 

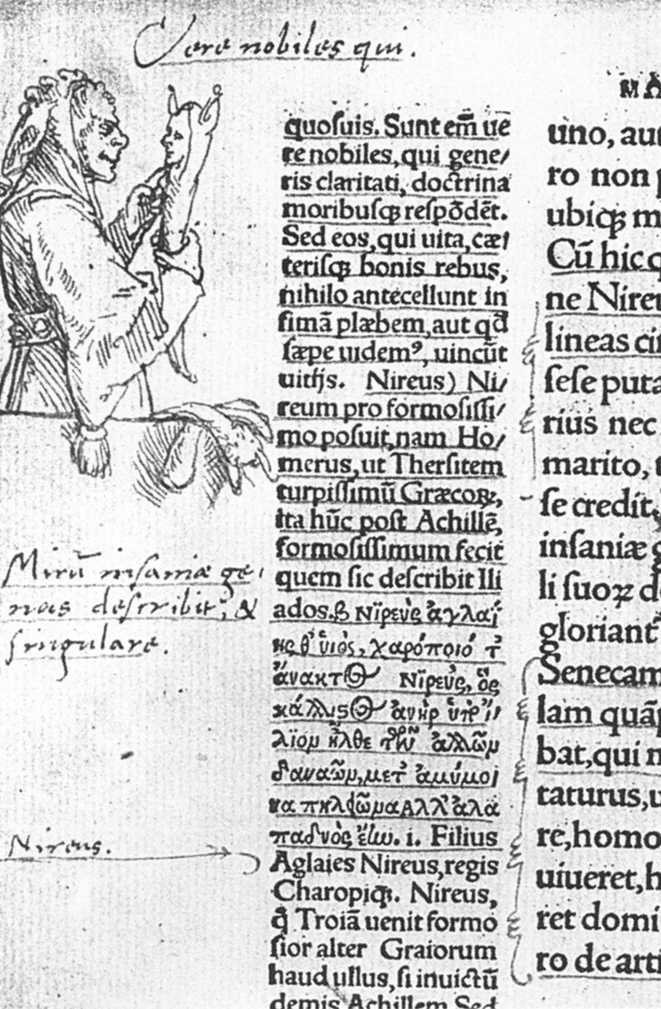
Chvála bláznivosti – část textu s Holbeinovou ilustrací (1511)

Prvním vážnějším Erasmovým dílem je Enchiridion militis christiani (Příručka křesťanského vojáka, 1503). V této krátké práci se Erasmus snažil vytvořit pohled na normální křesťanský život, který posléze po zbytek svého života dotvářel. Za hlavní zlo doby považoval formalismus, respekt k tradicím bez ohledu na skutečné Kristovo učení. Nabídl řešení: každý se má v každém okamžiku bez obav ptát, co je zásadní a co je důležité.
Svým nejznámějším spisem, satirou Chvála bláznivosti (Encomium moriae, 1509), se s výsměchem i vážností věnoval hluboce zakořeněným omylům doby a barvitě je vyobrazoval. Je napsán formou monologu, personifikovanou Bláznivostí kritizuje autor různé vrstvy společnosti – především církev, učence, krále a filozofy. Autor prokázal znalost klasické antické literatury a bible i v poměrech tehdejší Evropy. V díle ironickým způsobem upozorňoval na nedokonalost lidí.
Roku 1516 vydal knihu O výchově křesťanského vladaře (Institutio principis christiani), jejíž vydání inicioval zřejmě jeho třetí a poslední pobyt v Anglii téhož roku. Knihu věnoval jako radu mladému králi Karlu V. Obecné principy cti a upřímnosti aplikoval Erasmus na konkrétní úkoly knížete, kterého zobrazil jako služebníka svého lidu. Dílo bývá srovnáváno s Machiavelliho Vladařem (1537) jako nejvýznamnějším spisem o vládě 16. století. Je vhodné obě díla porovnat. Machiavelli uváděl, že k udržení vlády politickou sílou je pro knížete bezpečnější být obávaný než milovaný. Erasmus dával přednost opačnému stanovisku a uváděl, že vladař potřebuje pro spravedlivé a shovívavé vládnutí všestranné vzdělání a musí se vyvarovat jakékoli formy útisku.
Erasmus stál jakožto kritik a vydavatel u počátků moderní filologie. Stanovil mimo jiné také v současnosti používanou (ačkoli nesprávnou), tzv. „humanistickou“ výslovnost klasické řečtiny. Okolo roku 1505 se v návaznosti na Lorenza Vallu začal věnovat biblické filologii a roku 1516 vydal kritické vydání řeckého textu Nového zákona s vlastním latinským překladem a poznámkami. Tuto knihu věnoval papeži Lvu X. a pro její vydání užil nově obnovených rukopisů. Ve druhém vydání zavedl pro pojmenování Nového zákona v latině namísto termínu instrumentum dnes běžné testamentum. Erasmova kritického textu použili např. pro anglický překlad překladatelé krále Jakuba I. (King James Bible), z prvních českých překladů jej použil Václav Beneš Optát. Erasmův text byl později označován jako textus receptus. Kromě prvního vydání se Erasmus zasloužil o další vydání v letech 1522, 1527 a 1535.
Erasmovy reformační aktivity nebyly vítány ani z katolické, ani z reformační strany. Poslední roky jeho života byly poznamenány spory s těmi, kteří mu dosud byli sympatičtí. Mezi nimi byl význačný především spor s Ulrichem von Hutten, výrazným géniem, který se přidal na Lutherovu stranu. Erasmus Ulricha obvinil, že překroutil či nepochopil jeho výroky ohledně reformace a opakuje svou pozici nestranit žádné ze stran.
Nejvýznačnější prací posledních let Erasmova života je Ecclesiastes (Kazatel, 1535), v níž popsal kázání jako nejdůležitější úkol křesťanského kněze. Krátký traktát z roku 1533 Příprava na smrt pak poukazoval i na jiné Erasmovy důrazy a tendence, když se snažil vyzdvihnout dobrý život jako nezbytnou podmínku šťastné smrti.
Krátce před smrtí sepsal knihu De puritate ecclesiae christianae (Čistota křesťanské církve), v níž se snažil obě znepřátelené strany v reformačních sporech usmířit. V některých svých snahách byl považován též za předchůdce osvícenství.
Katolická církev zařadila několik spisů Erasma Rotterdamského na Index zakázaných knih, kde byly uváděny až do konce 19. století. Index z roku 1900 a vydání následující už díla Erasma Rotterdamského neuvádějí, ale podle všeobecných předpisů zápovědi cenzurovaných knih platilo jejich odsouzení dle jiných předpisů i nadále.